# Galapágy
Galapágy (španělsky Islas Galápagos), oficiálně Galápagos archipiélago  (tj. Galapážské souostroví) je název ekvádorského souostroví 13 sopečných ostrovů, větších než 1 km² a zhruba stovky menších, ve východní části Tichého oceánu asi 1000 km západně od pobřeží Ekvádoru. Jsou proslulé pouze na těchto ostrovech žijícími, zvláštními druhy zvířat (endemiti), např. prehistoricky vyhlížejícími ještěry a obřími suchozemskými želvami. Galapágy jsou jediným místem na světě, kde se tučňáci vyskytují na severní polokouli. Jde o druh tučňáka galapážského (Spheniscus mendiculus).
Galápago značí želvu – název znamená tedy něco jako „želví ostrovy“, na některých ekvádorských mapách lze nalézt pojmenování Archipiélago de Colón.

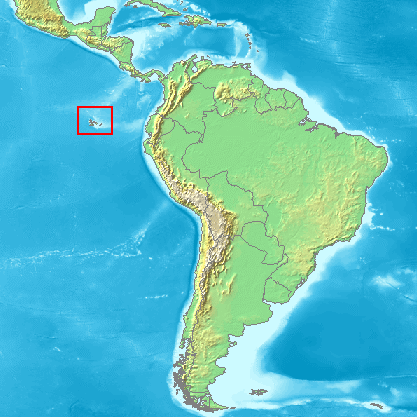
Poloha Galapág v Tichém oceánu

## Historie
Galapágy objevil Tomás de Berlanga 10. března 1535 při plavbě z Panamy do Peru. V té době nebyly ostrovy obydlené. Poprvé se souostroví objevilo v námořních mapách až roku 1570. V 17. a 18. století používali ostrovy pouze piráti a různí cestovatelé k doplňování zásob vody. Až do roku 1832 nepatřily ostrovy nikomu, pak je anektoval Ekvádor.
V roce 1835 na ostrovech přistál s výzkumnou lodí HMS Beagle britský přírodovědec Charles Darwin. Strávil zde 5 týdnů pozorováním místních endemických živočichů. Během své návštěvy si Darwin všiml, že místní pěnkavy jsou si ostrov od ostrova podobné, ale přitom dokonale přizpůsobené specifickému prostředí svého ostrova a potravě, která se na něm nachází. Mezi jeho životopisci panuje obecná shoda v tom, že právě na základě výsledků těchto pozorování začal Darwin formulovat své proslulé teorie, jejichž výsledkem bylo později v roce 1859 vydání jeho klíčové práce O původu druhů.
Vláda Ekvádoru určila v roce 1934 část Galapág jako přírodní rezervaci a vydala nařízení o ochraně místních klíčových přírodních druhů. V roce 1959 se tato rezervace rozšířila a přeměnila na Národní park Galapágy.
V roce 1964 byla založena Výzkumná stanice Charlese Darwina na ostrově Santa Cruz, která podporuje výzkum a vědecké studie a pomáhá chránit původní vegetaci a zvířata na Galapágách.
V roce 1978 byly Galapágy zapsány na Seznam světového dědictví UNESCO.
V roce 1986 vznikla Rezervace mořských zdrojů (Reserva de Recursos Marinos) vytvořená za účelem kontroly nezákonného a nadměrného rybolovu v okolních vodách Galapág. Ta se v roce 1998 rozšířila a přeměnila na Námořní rezervaci Galapágy (Reserva Marina de Galápagos).
Podle studie z roku 1952, jejímž autorem byl Thor Heyerdahl a Arne Skjølsvold se na více místech nacházely úlomky keramiky a jiné artefakty. Tyto nálezy naznačují, že souostroví nejspíš navštívili původní jihoameričtí obyvatelé před Španěly.

## Geografie

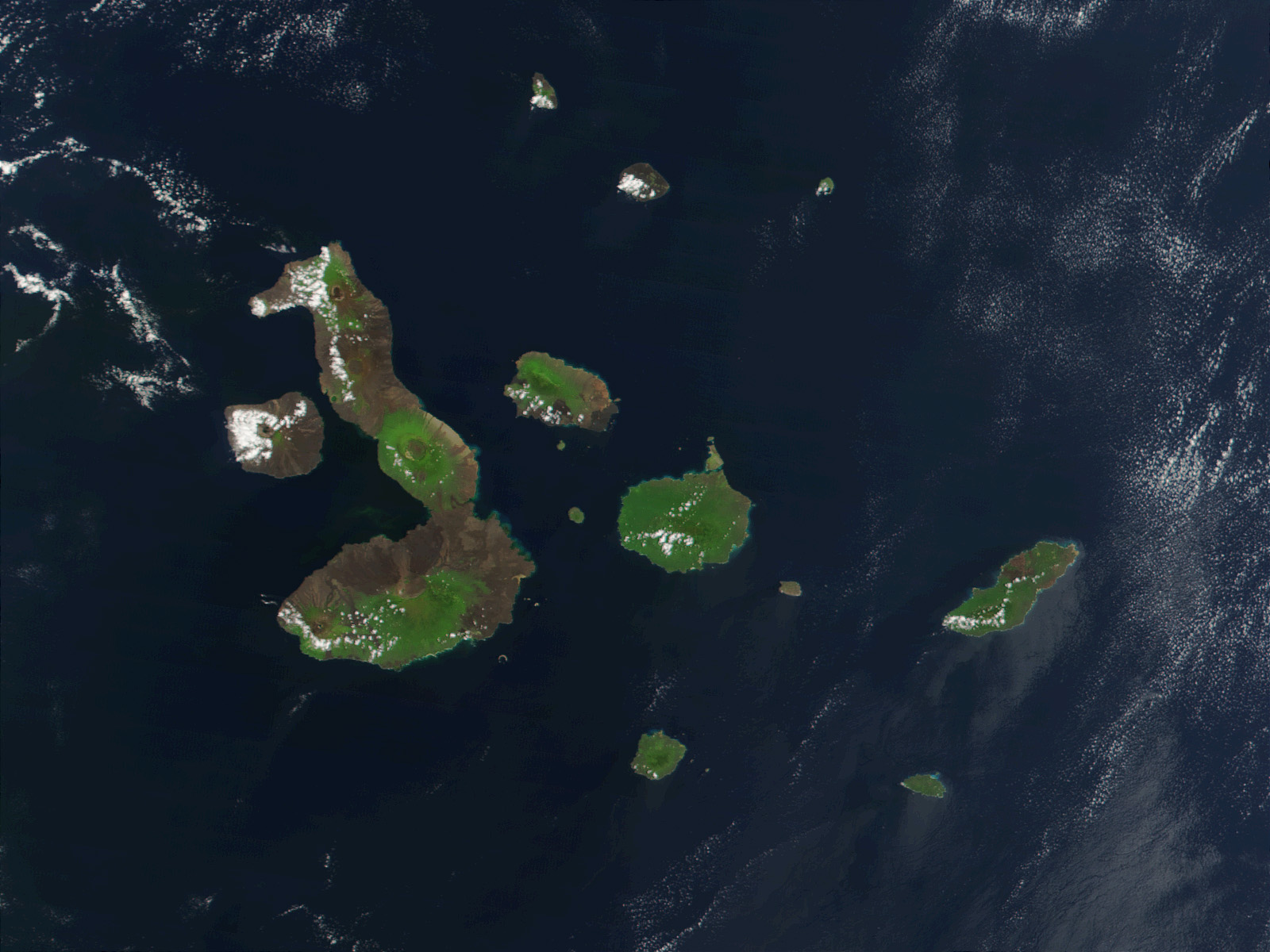
Satelitní snímek souostroví

Galapágy se nacházejí po obou stranách rovníku. Ten přetíná severní část největšího ostrova
Isabela. Souostroví má rozlohu 8 010 km² a tvoří jednu z ekvádorských provincií. Hlavní město je Puerto Baquerizo Moreno na ostrově San Cristóbal. Galapágy jsou velmi řídce osídleny, celkový počet obyvatel je asi 31 tisíc. Nejlidnatějším městem je Puerto Ayora na ostrově Santa Cruz se zhruba 10 000 obyvateli.
Souostroví je tvořené z kuželů mladých sopek. Některé jsou činné dodnes. Na největším ostrově Isabela se nachází i nejvyšší hora souostroví, sopka Wolf s 1 707 m n. m. Jejím kráterem prochází rovník. Ostrovy mají většinou suché klima. Mají černý povrch z lávových skal. Částečně zalesněné jsou pouze vrcholy sopek. První ostrovy Galapág byly vytvořeny z čedičové lávy při podmořských erupcích, přibližně před 5,5 miliony let. Podle nejnovějších poznatků se ostrovy každým rokem vzdalují od pevninského Ekvádoru 7 cm.
Nejznámější jsou ostrovy Isabela, San Cristóbal, Santiago, Santa María a Santa Cruz.
Galapágty jsou se 700 km vzdáleným Kokosovým ostrovem spojeny podmořským koridorem, kterým migrují kladivouni a další žraloci, karety kytovci.

### Přehled ostrovů
Souostroví zahrnuje 19 ostrovů o rozloze větší než 1 km² a desítky menších ostrůvků, útesů a skalisek.
1. Isabela (4588 km²)
2. Santa Cruz (986 km²)
3. Fernandina (642 km²)
4. Santiago (585 km²)
5. San Cristóbal (558 km²)
6. Floreana (173 km²)
7. Marchena (130 km²)
8. Española (60 km²)
9. Pinta (59 km²)
10. Baltra (27 km²)
11. Santa Fe (24 km²)
12. Pinzón (18 km²)
13. Genovesa (14 km²)
14. Rábida (5 km²)
15. Seymour Norte (2 km²)
16. Wolf (1 km²)
17. Tortuga (1 km²)
18. Bartolomé (1 km²)
19. Darwin (1 km²)

## Fauna
Vzhledem ke své izolovanosti a vzdálenosti od jihoamerické pevniny se na souostroví vytvořily mnohé endemické druhy fauny, např.:
- želva sloní a jejích 10 poddruhů
- 4 zástupci leguánovitých (leguán mořský, leguán galapážský, leguán bledý, leguán růžový)
- lachtan galapážský a lachtan mořský
- ptáci racek lávový, tučňák galapážský, kormorán galapážský, káně galapážská, volavka galapážská, albatros galapážský, buřňák tmavohřbetý, chřástal galapážský
- „Darwinovy (Galapážské) pěnkavy“ – na 15 druhů pěnkavovitých pěvců

## Fotogalerie

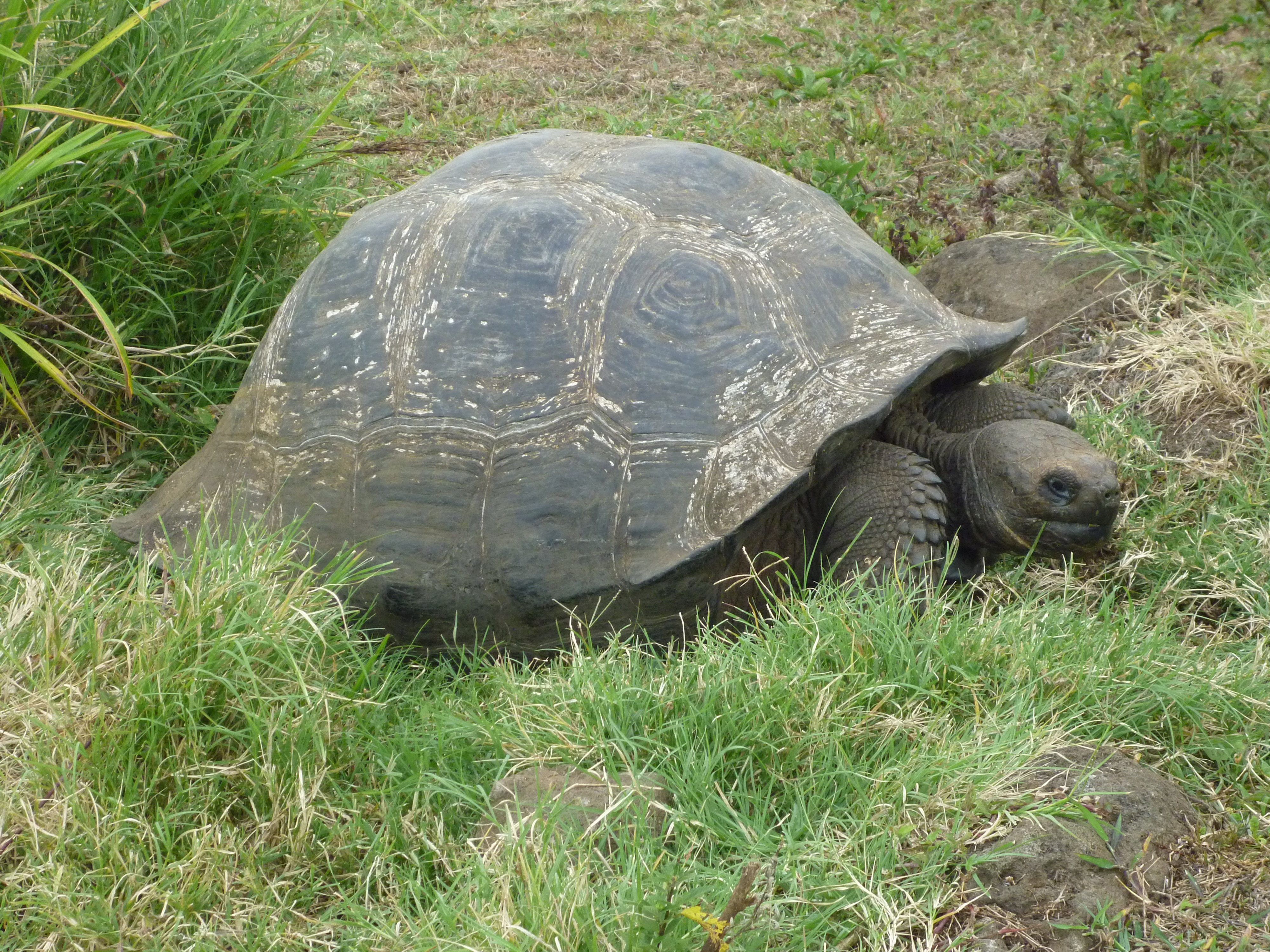
Želva sloní
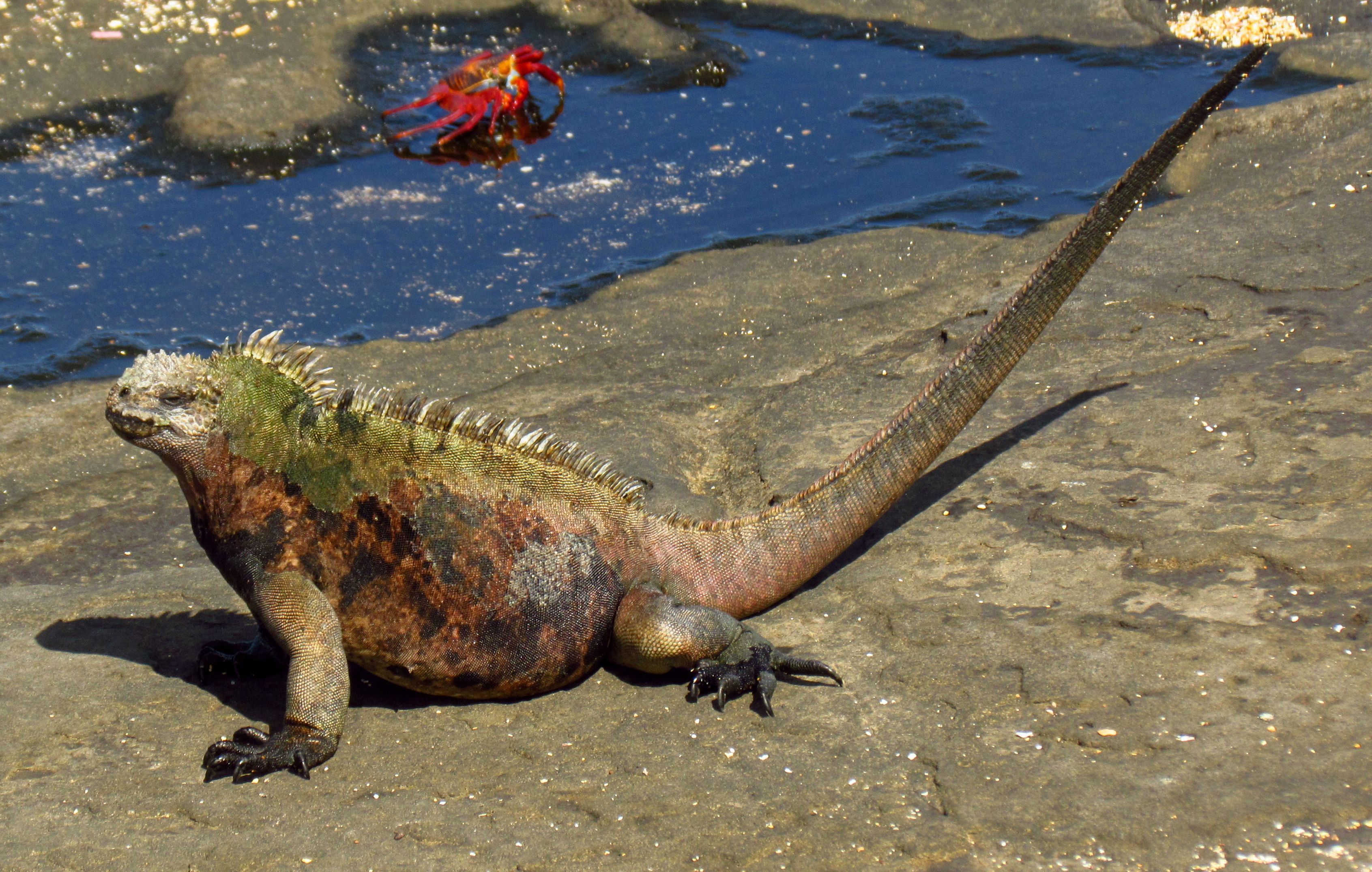
Leguán mořský
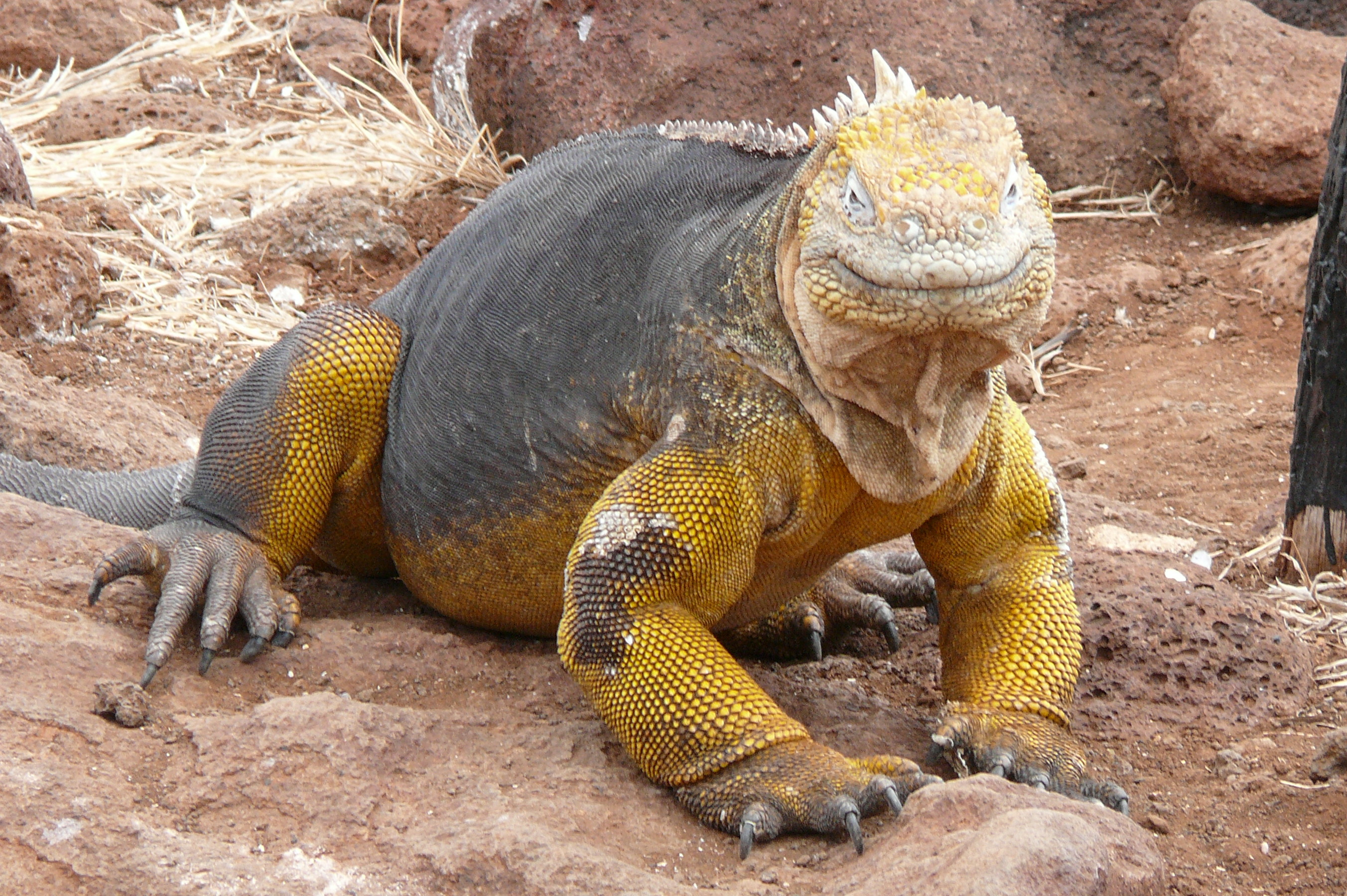
Leguán galapážský
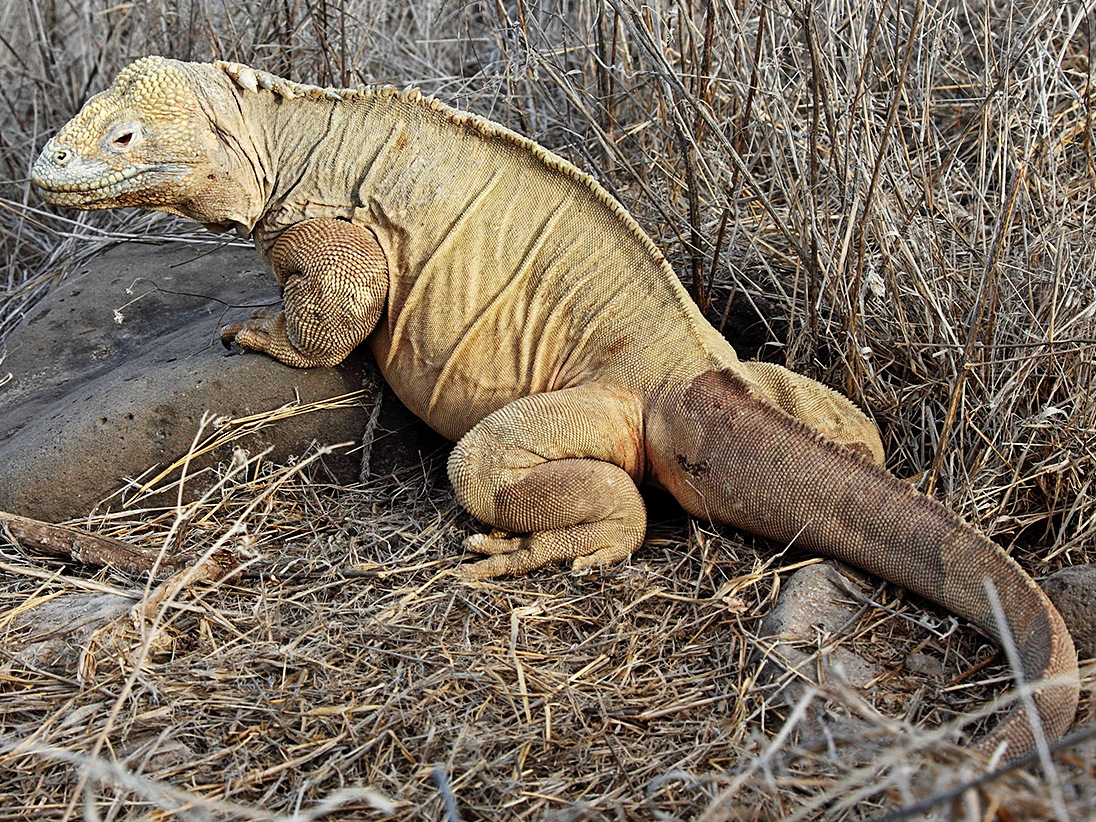
Leguán bledý
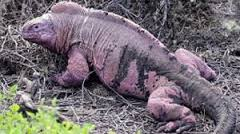
Leguán růžový
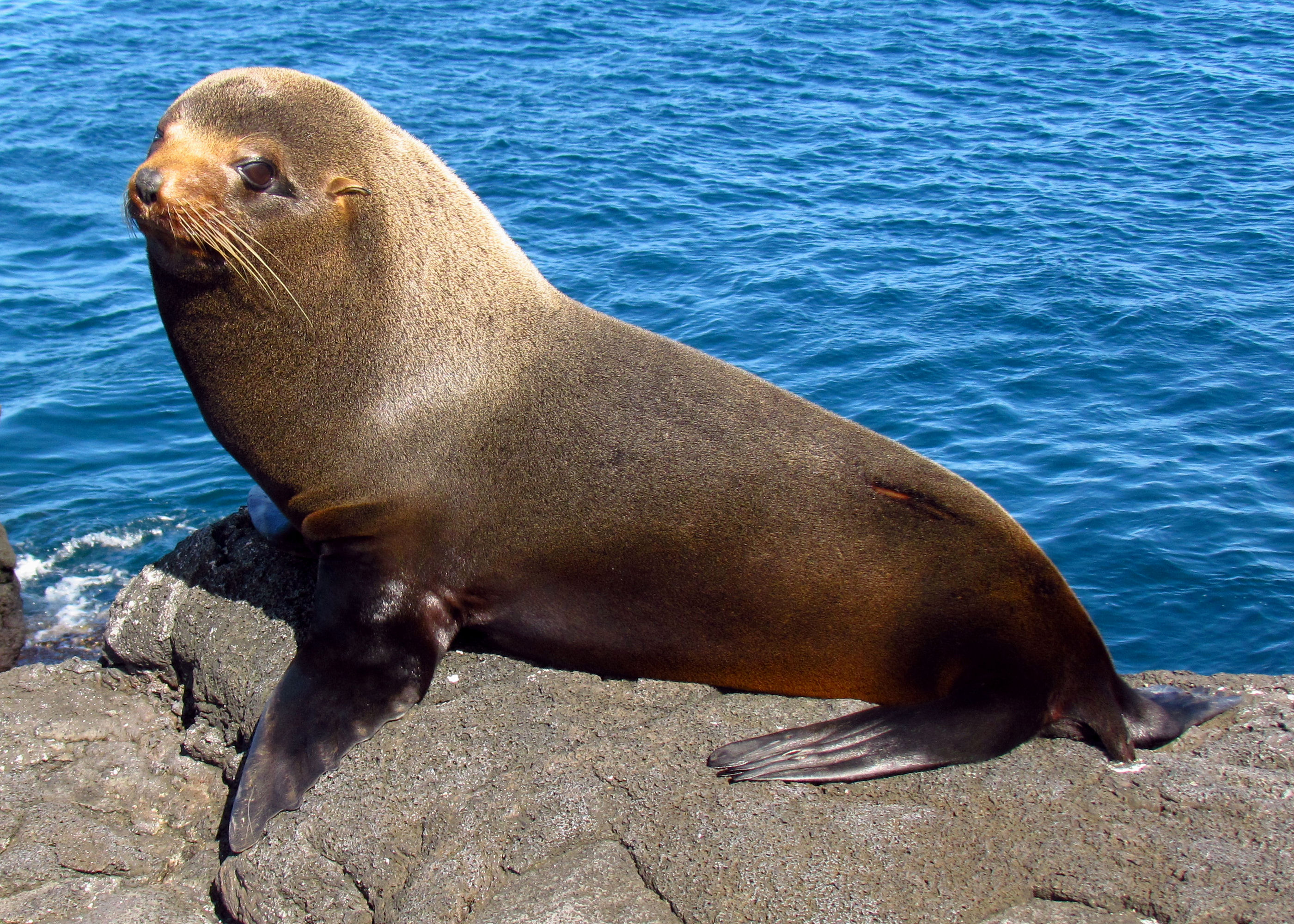
Lachtan mořský
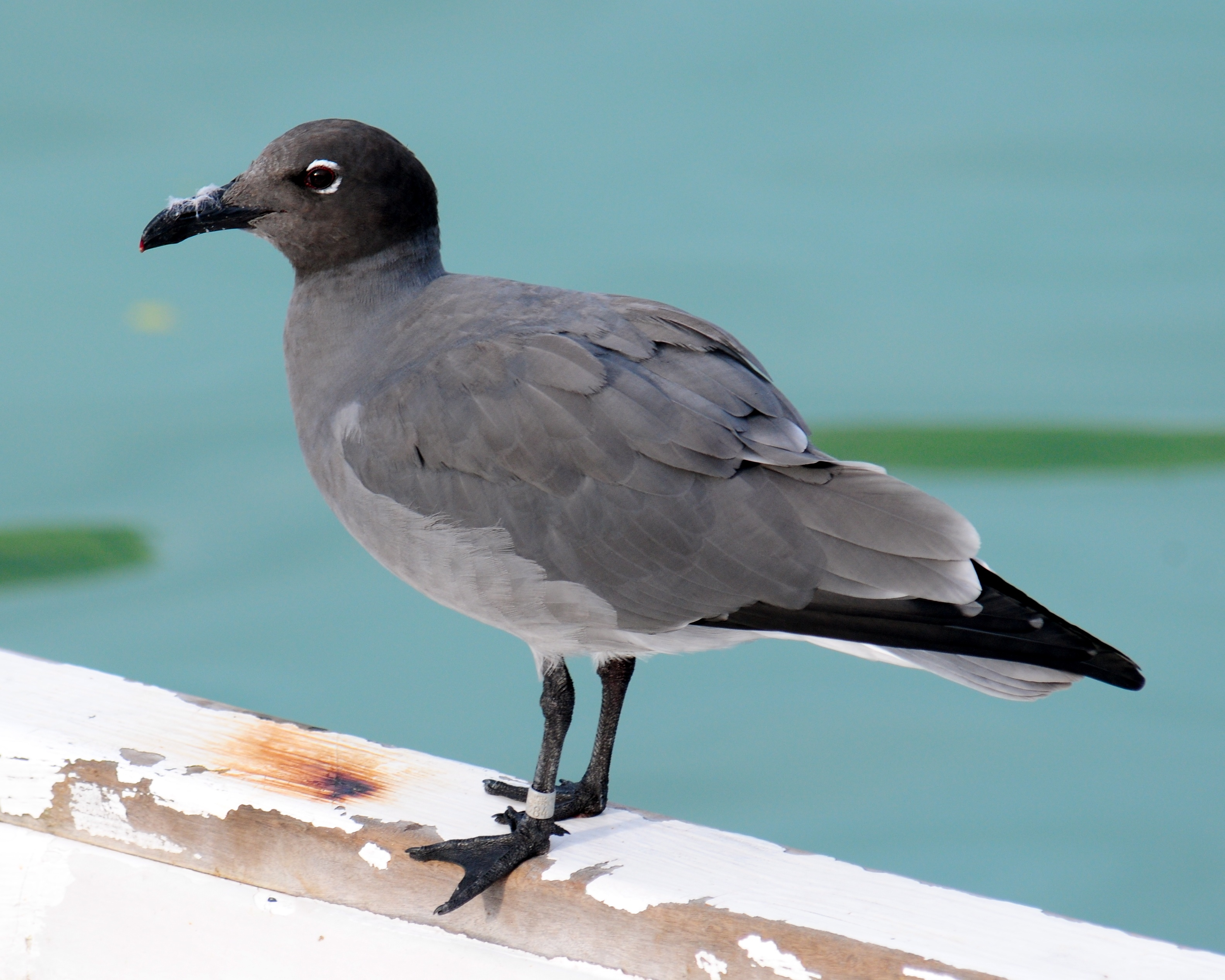
Racek lávový
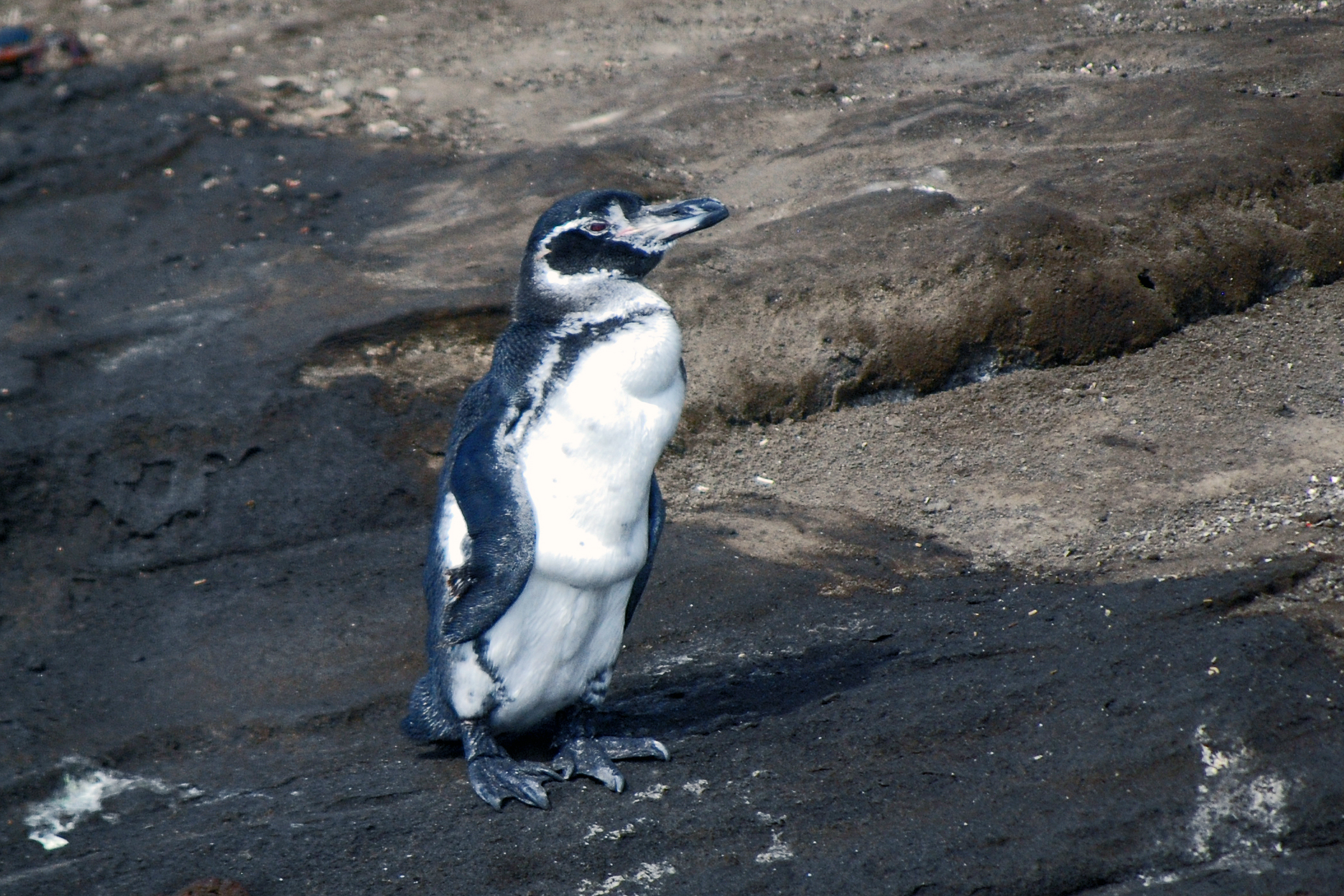
Tučňák galapážský
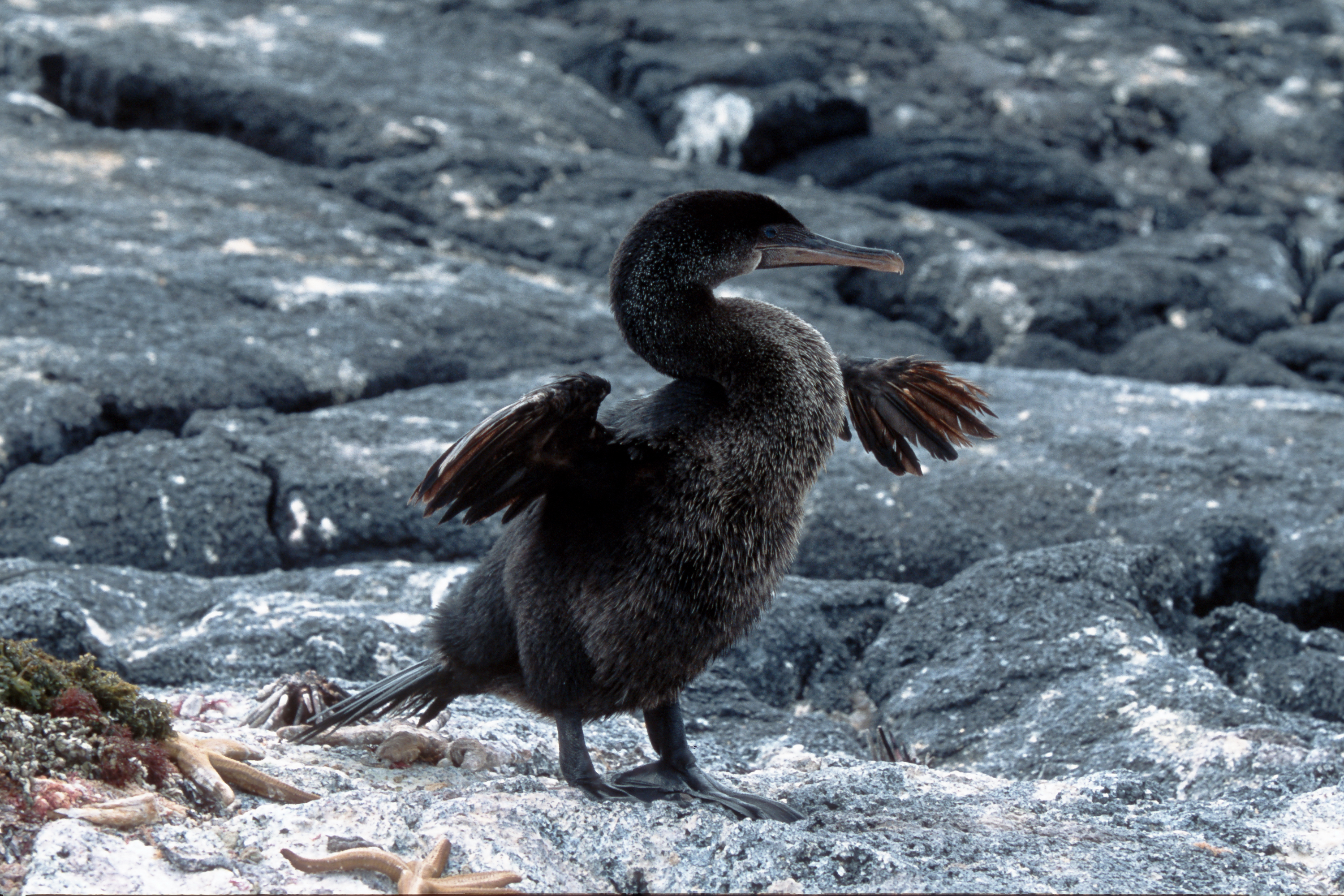
Kormorán galapážský
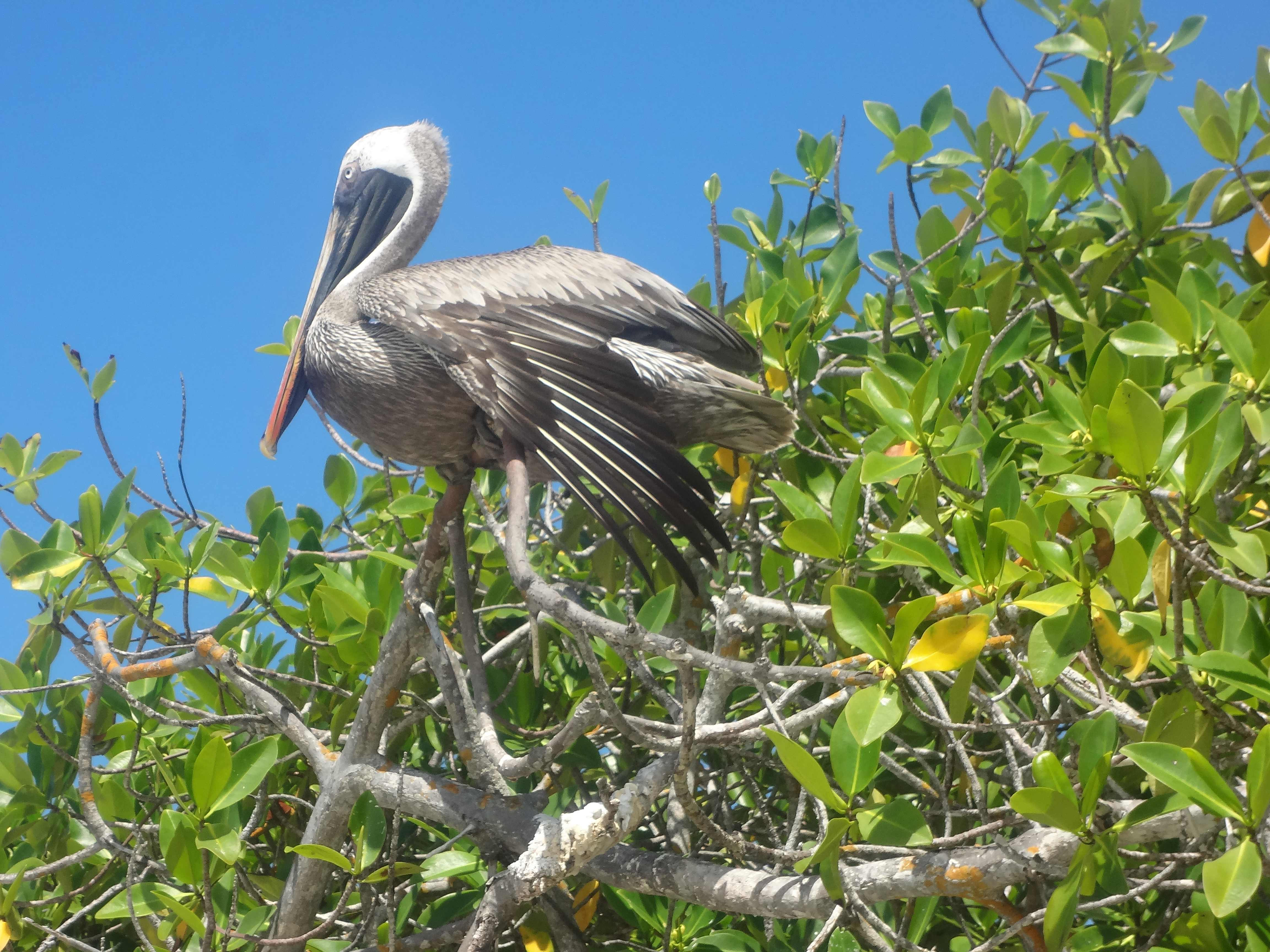
Pelikán hnědý
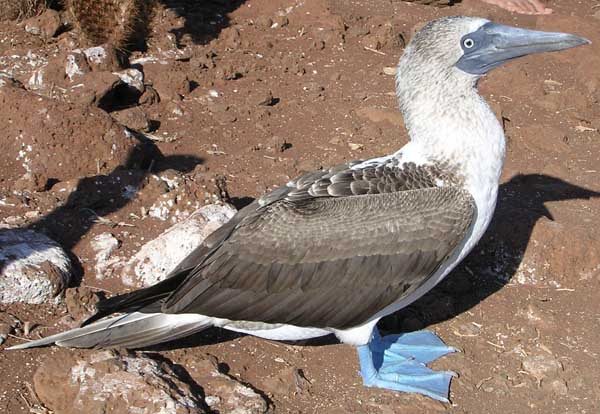
Terej modronohý
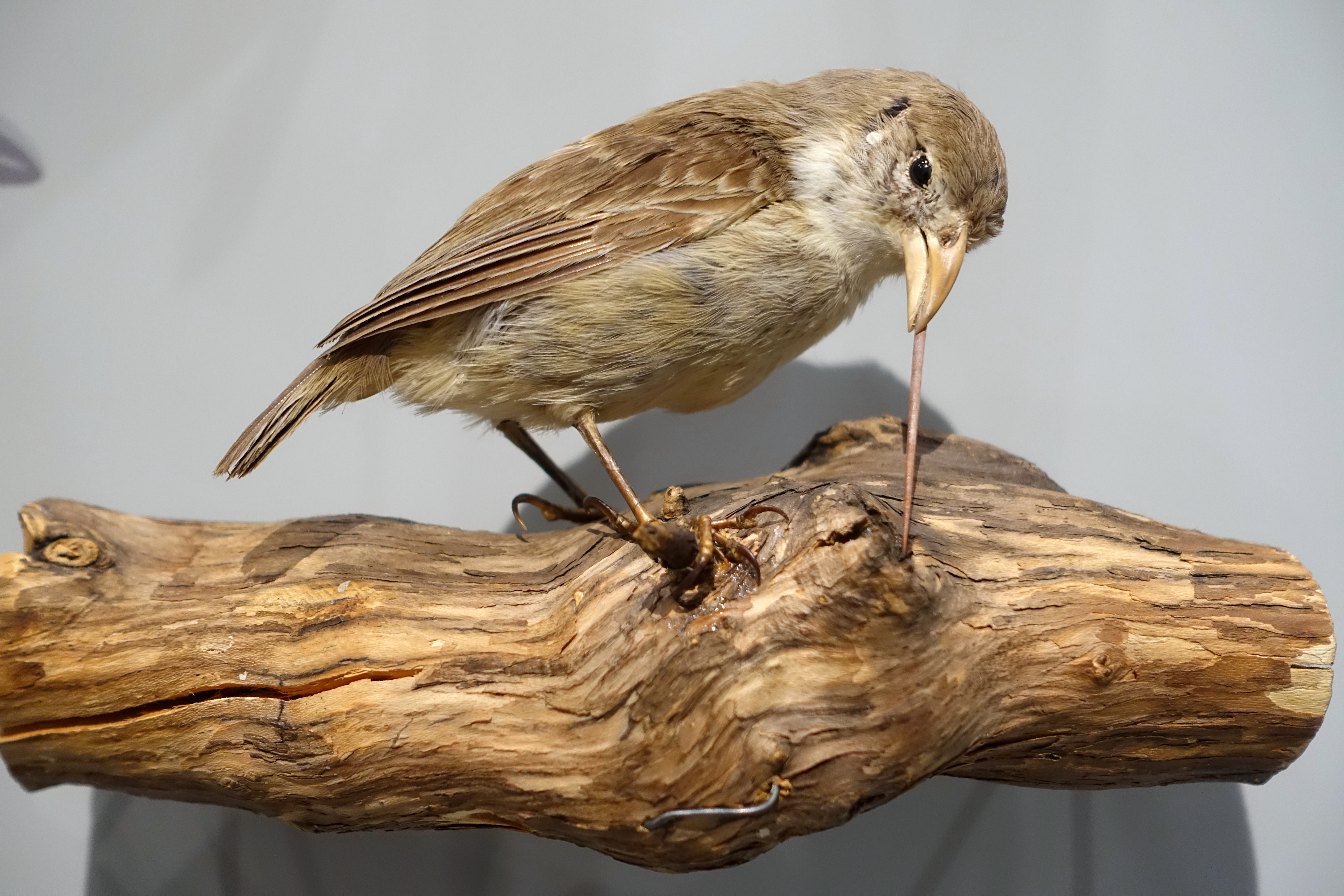
Pěnkavka bledá (vycpaná)
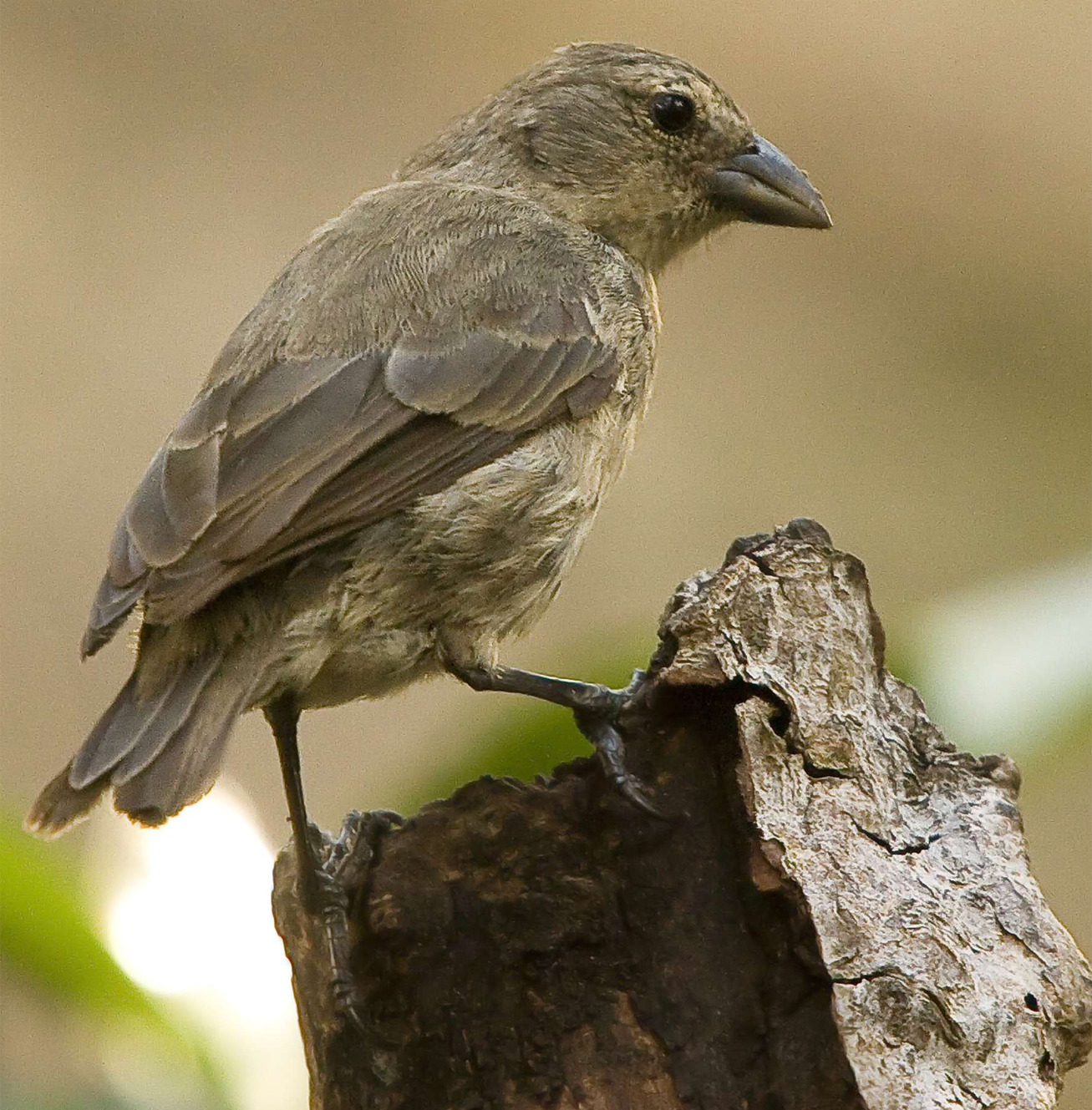
Pěnkavka mangrovová
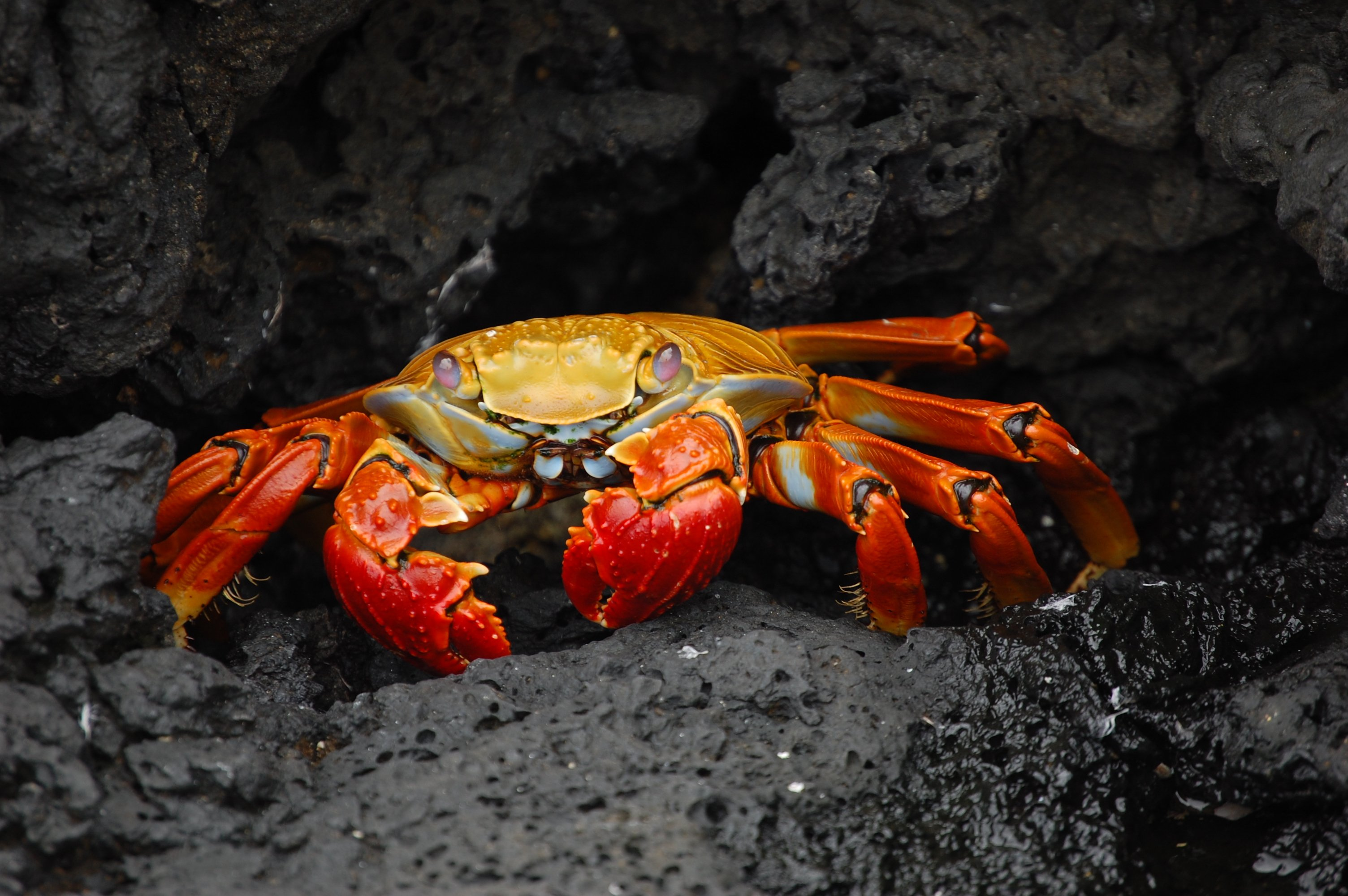
Krab světlonohý